# Eom Seon-yeong
Eom Seon-yeong, född 1854, död 1911, var en koreansk hovdam. Hon var gemål (konkubin) till kung Gojong.
Eom Seon-yeong, som var dotter till hovfunktionären Eom Jin-sam ur Yeongwol Eom-klanen och Lady Park av Miryang Park-klanen, placerades vid hovet vid sju års ålder 1861. Hon befordrades sedan hon utmärkt sig i sin tjänst hos drottning Min Myongsong 1882. Drottning Min ville förvisa henne från hovet när hon 1885 fick veta att kungen inlett en relation med henne, men övertalades att avstå. 
Efter mordet på drottning Min 1897 blev Eom kungens officiella konkubin. Hon födde samma år en son. Hon var kungens favoritkonkubin och när han antagit titeln kejsare, ville han ge henne titeln kejsarinna. Hovet motsatte sig dock att hon fick titeln kejsarinna eller drottning med argumentet att hennes status var så låg att det skulle skada tronens anseende. I praktiken spelade hon dock drottningens roll vid hovet, där hon stod högst i rang av kungens gemåler. 
Eom lät 1906 grunda två av Koreas första flickskolor, ett genombrott för den kvinnorörelse som slagits för utökade utbildningsmöjligheter för kvinnor sedan Chanyang-hoe 1898.
När kronprinsessan Sunmyeong avled 1907 rekommenderade hon att Sunjeong skulle bli bli nästa kronprinsessa. Hon lyckades få sin son Euimin av Korea utsedd till kronprins efter sin styvson, men till priset av att japanerna övertog vårdnaden över honom. 
Hon avled i tuberkulos. 